# Dean Cain
Dean George Tanaka ou Dean Cain (Mount Clemens, Michigan, 31 de julho de 1966), é um ator norte-americano, descendente de irlandeses, galeses e japonês (de seu avô paterno). Em 1969, a mãe de Cain se casou com o diretor de cinema Christopher Cain, que adotou Dean e seu irmão (músico Roger Cain), e a família se mudou para Malibu, Califórnia. O casal teve mais tarde uma filha, meia irmã de Dean, a atriz Krisinda Cain. Ambos participaram de Santa Monica High School, onde se destacou no desporto.
Cain se formou no colegial em 1984 e foi oferecido bolsas atléticas para 17 universidades, mas decidiu participar na Princeton University. Ele namorou a atriz Brooke Shields, enquanto em Princeton. Cain se formou em Princeton em 1988, com um diploma de bacharel em história. Sua tese sênior foi intitulado "A história e desenvolvimento das funções da academia de artes cinematográficas e ciências".

## Vida
Imediatamente após a graduação, Cain assinou como agente livre com o Buffalo Bills, um time de futebol americano, mas uma lesão no joelho durante o acampamento de treinamento terminou sua carreira no futebol antes de começar. Com pouca esperança de retornar ao esporte, ele se virou para roteiro e então agir, disparando dezenas de comerciais, incluindo uma bola de vôlei para um famoso Frosties Kellogg e aparecendo em seriados populares como Grapevine, um mundo diferente e Beverly Hills, 90210. Em 1993, Cain tomou em seu maior papel até à data como o Superman na série de televisão Lois & Clark: As Novas Aventuras do Superman. No auge de sua popularidade, que traria em uma média de pelo menos 15 milhões de telespectadores por episódio. A série teve quatro temporadas, terminando em 1997.
Em 1998, Cain começou a Angry Dragon Entertainment, que produziu a série de televisão Ripley's Believe It or Not!. Ele também estrelou em vários filmes, incluindo The Broken Hearts Club (2000), Out of Time (2003) e  Bailey's Billion$ (2004) (co-estrelado com Laurie Holden, Jennifer Tilly e Tim Curry). Em 2004, ele interpretou Scott Peterson no fato baseado em filme feito para a televisão o marido perfeito: A História de Laci Peterson. Ele apareceu em um papel recorrente como Casey Manning na série de televisão Las Vegas. Cain fez um retorno para a franquia Superman, com um papel de convidado especial em um episódio da sétima temporada de Smallville como o Dr. Curtis Knox imortal, um personagem baseado vilão Vandal Savage. Cain participou de oito comerciais do  Internet Explorer.
Na Universidade de Princeton, nos anos 1980, Dean Cain namorou a atriz Brooke Shields. 
Em 1997, Cain ficou noivo de  cantora Mindy McCready. O casal se separou no ano seguinte. Cain tem um filho chamado Christopher Dean Cain (nascido em  11 de junho de 2000), com a ex-namorada e Playmate da Playboy, Samantha Torres. O seu filho tem o nome de seu pai, o diretor de cinema Christopher Cain. Ao promover o programa de televisão, Ripley's Believe It or Not, no Howard Stern Show em 10 de janeiro de 2001, Cain disse que seu pai biológico mentiu para o National Enquirer, quando ele afirmou que a mãe de Cain deixou-o enquanto ele estava servindo na Guerra do Vietnã. Cain afirmou seu pai nunca serviu na guerra, mas que traiu sua mãe, que era a verdadeira razão eles se divorciaram.

## Filmografia
| Ano       | Filme/Série                                             | Personagem                     | Notas                                   |
| --------- | ------------------------------------------------------- | ------------------------------ | --------------------------------------- |
| 1976      | Elmer                                                   | Dean Russell                   |                                         |
| 1979      | Charlie and the Talking Buzzard                         | Joe                            |                                         |
| 1984      | The Stone Boy                                           | Eugene Hillerman               |                                         |
| 1989      | Christine Cromwell: Things That Go Bump in the Night    |                                | TV                                      |
| 1990      | Write to Kill                                           | Parking Valet                  |                                         |
| 1990      | Going Under                                             | Guy in Bar                     |                                         |
| 1992      | Grapevine                                               | Brian                          | TV                                      |
| 1992      | Miracle Beach                                           | Volleyball Player #1           |                                         |
| 1992      | Beverly Hills, 90210                                    | Rick                           | TV                                      |
| 1993      | Touchdown: Football Goes to the Movies                  | Himself - Host                 |                                         |
| 1993-1997 | Lois & Clark: The New Adventures of Superman            | Clark Kent/Superman            | Série de TV                             |
| 1995      | Off Camera with Dean Cain                               | Himself - Host                 | Série de TV / Também produtor e Diretor |
| 1996      | Cutty Whitman                                           | Clark Kent                     | TV                                      |
| 1997      | Rag and Bone                                            | Tony Moran                     | TV / Também produtor                    |
| 1997      | Eating Las Vegas                                        | Frank                          | Curta-metragem                          |
| 1997      | Best Men                                                | Sergeant Buzz Thomas           |                                         |
| 1998      | Dogboys                                                 | Julian Taylor                  | TV                                      |
| 1998      | Futuresport                                             | Tremaine 'Tre' Ramzey          | TV                                      |
| 1999-2003 | Ripley's Believe It or Not                              | Ele Mesmo - Apresentador       | Série de TV / Também produtor           |
| 2000      | The Broken Hearts Club: A Romantic Comedy               | Cole                           |                                         |
| 2000      | No Alibi                                                | Bob Valenz                     |                                         |
| 2000      | Flight of Fancy                                         | Clay Bennett                   |                                         |
| 2000      | Militia                                                 | Ethan Carter                   |                                         |
| 2000      | For the Cause (a.k.a. Final Encounter)                  | Gen. Murran                    |                                         |
| 2000      | The Runaway                                             | Sheriff Frank Richards         | TV                                      |
| 2001      | Just Shoot Me!                                          | Chris Williams                 | TV                                      |
| 2001      | Phase IV                                                | Simon Tate                     |                                         |
| 2001      | Firetrap                                                | Jack/Max Hooper                | Também produtor                         |
| 2001      | Rat Race                                                | Shawn Kent                     |                                         |
| 2001      | A Christmas Adventure From a Book Called Wisely's Tales | Donner                         | Voz                                     |
| 2002      | Grandia Xtreme                                          | Evann                          | Video game; Voz                         |
| 2002      | Gentle Ben                                              | Jack Wedloe                    | TV                                      |
| 2002      | New Alcatraz                                            | Dr. Robert Trenton             |                                         |
| 2002      | Dark Descent                                            | Will Murdack                   |                                         |
| 2002      | The Glow                                                | Matt Lawrence                  | TV                                      |
| 2002      | Christmas Rush                                          | Lt. Cornelius Morgan           | TV                                      |
| 2002      | Frasier                                                 | Rick                           | TV                                      |
| 2003      | Dragon Fighter                                          | Capt. David Carver             | Também produtor                         |
| 2003      | Gentle Ben 2: Danger on the Mountain                    | Jack Wedloe                    | TV                                      |
| 2003      | Out of Time                                             | Chris Harrison                 |                                         |
| 2003-2004 | The Division                                            | Insp. Jack Ellis               | Série de TV                             |
| 2004      | Grandpa's Place                                         | Special Appearance             | Curta-metragem                          |
| 2004      | Post Impact                                             | Sargent/Captain Tom Parker     |                                         |
| 2004      | I Do (But I Don't)                                      | Nick Corina                    | TV                                      |
| 2004      | Clubhouse                                               | Conrad Dean                    | Série de TV                             |
| 2004      | Lost                                                    | Jeremy Stanton                 |                                         |
| 2004      | The Perfect Husband: The Laci Peterson Story            | Scott Peterson                 | TV                                      |
| 2005      | Truth                                                   | Peter                          |                                         |
| 2005      | Bailey's Billion$                                       | Theodore Maxwell               |                                         |
| 2005      | Mayday                                                  | Cmdr. James Slan               | filme para TV                           |
| 2005      | Wrinkles                                                |                                |                                         |
| 2005      | Law & Order: Special Victims Unit                       | Dr. Mike Jergens               | TV                                      |
| 2005      | Las Vegas                                               | Casey Manning                  | TV                                      |
| 2006      | 10.5: Apocalypse                                        | Brad                           | TV                                      |
| 2006      | Max Havoc: Ring of Fire                                 | Roger Tarso                    |                                         |
| 2006      | Dead And Deader                                         | Lt. Bobby Quinn                | TV                                      |
| 2006      | September Dawn                                          | Joseph Smith                   |                                         |
| 2006      | A Christmas Wedding                                     | Tucker                         | TV                                      |
| 2007      | Urban Decay                                             | Stan                           |                                         |
| 2007      | Hidden Camera                                           | Dan Kovacs                     | TV                                      |
| 2007      | Crossroads: A Story of Forgiveness                      | Bruce Murakami                 | TV                                      |
| 2007      | Final Approach                                          | Jack Bender                    | TV                                      |
| 2007      | Smallville                                              | Dr. Curtis Knox/Vandall Savage | TV                                      |
| 2007      | CSI: Miami                                              | Roger Partney                  | TV                                      |
| 2008      | Making Mr. Right                                        | Eddie                          | TV                                      |
| 2008      | Ace of Hearts                                           | Daniel Harding                 |                                         |
| 2008      | $5 a Day                                                | Rick Carlson                   |                                         |
| 2009      | Aussie and Ted's Great Adventure                        | Michael Brooks                 |                                         |
| 2009      | The Gambler, the Girl and the Gunslinger                | Shea McCall                    | TV                                      |
| 2009      | Maneater                                                | Harry                          |                                         |
| 2009      | The Dog Who Saved Christmas                             | Ted Stein                      | TV                                      |
| 2009      | The Three Gifts                                         | Jack Green                     | TV                                      |
| 2010      | The Way Home                                            | Randy Simpkins                 |                                         |
| 2010      | Arctic Predator                                         | JC                             | Longa Metragem                          |
| 2010      | Frost Giant                                             | JC                             | TV                                      |
| 2010      | Circle of Pain                                          | Wyatt                          |                                         |
| 2010      | Busca Alucinante                                        | Kevin Peterson                 |                                         |
| 2010      | Hole in One                                             | Repo Man                       |                                         |
| 2010      | Kill Katie Malone                                       | Robert                         |                                         |
| 2010      | Pure Country 2: The Gift                                | Director                       |                                         |
| 2010      | A Nanny for Christmas                                   | Danny Donner                   |                                         |
| 2010      | The Dog Who Saved Christmas Vacation                    | Ted Stein                      | TV                                      |
| 2010      | Subject: I Love You                                     | James Trapp                    |                                         |
| 2010      | Bed & Breakfast                                         | Jake                           |                                         |
| 2011      | 5 Days of August                                        | Chris Bailot                   |                                         |
| 2011      | Home Run Showdown                                       | Rico Deluca                    |                                         |
| 2011      | Dirty Little Trick                                      | Michael                        |                                         |
| 2011      | The Fallen                                              | Cole                           |                                         |
| 2011      | Latin Quarter                                           | Appolinaire                    |                                         |
| 2011      | Vacation                                                | Bryce                          |                                         |
| 2011      | The Sandy Creek Girls                                   | Jared                          |                                         |
| 2012      | Porta do Céu                                            | Leo Taylor                     |                                         |
| 2014      | God's Not Dead                                          | Marc Shelley                   |                                         |
| 2014      | At the Top of the Pyramid                               | Jefferson Parker               |                                         |
| 2015      | Vingança                                                | Mason Danvers                  |                                         |
| 2015-2017 | Supergirl                                               | Jeremiah Danvers               |                                         |